# Highwayman (brano musicale)
Highwayman è un brano musicale di Jimmy Webb del 1977 pubblicato per la prima volta nell'album El Mirage dello stesso artista. 
Tra gli artisti che hanno fatto delle cover di Highwayman vi sono Glen Campbell, The Highwaymen, Finn Kalvik e i Webb Brothers dello stesso Jimmy Webb.